# Oem Koelthoem bint Mohammed
Oem Koelthoem bint Mohammed (Arabisch: أم كلثوم) was een sahabiya en een dochter van de profeet Mohammed ﷺ en zijn eerste vrouw Khadija bint Khuwaylid. Na het overlijden van haar zuster Roekajja werd zij de tweede vrouw van de kalief Oethman ibn Affan. De exacte data van haar geboorte en overlijden zijn niet bekend, behalve dat zij vóór haar vader in het jaar 632 stierf.
Hoewel sommige sjiitische stromingen haar biologische verwantschap met de profeet in twijfel trekken, is er geen enkele authentieke historische bron die vermeldt dat zij of haar zuster Roekajja stiefdochters zouden zijn. Volgens de meest gezaghebbende bronnen worden zij erkend als biologische dochters van Mohammed en Khadija [1][2][3]. 

## Huwelijk & kinderen
Oem Koelthoem was eerst uitgehuwelijkt aan Utaybah ibn Abu Lahab, een neef van de profeet Mohammed ﷺ. Toen de islamitische boodschap openbaar werd, dwong Abu Lahab zijn zoon om het huwelijk te beëindigen uit vijandigheid tegenover Mohammed ﷺ en diens boodschap [1]. Na haar scheiding bleef Oem Koelthoem enige tijd ongehuwd, totdat zij later trouwde met de derde kalief, Oethman ibn Affan, na het overlijden van haar zuster Roekajja, die eveneens zijn vrouw was geweest [2].

Uit haar huwelijk met Oethman zijn geen kinderen geboren [3].